# Lijst van Diplodactylidae
Onderstaand een lijst van alle soorten hagedissen uit de familie Diplodactylidae. Er zijn 161 soorten die verdeeld zijn in 25 geslachten. Zes geslachten zijn monotypisch en worden slechts vertegenwoordigd door een enkele soort. 
- Soort Amalosia jacovae
- Soort Amalosia lesueurii
- Soort Amalosia obscura
- Soort Amalosia rhombifer
- Soort Bavayia crassicollis
- Soort Bavayia cyclura
- Soort Bavayia exsuccida
- Soort Bavayia geitaina
- Soort Bavayia goroensis
- Soort Bavayia montana
- Soort Bavayia nubila
- Soort Bavayia ornata
- Soort Bavayia pulchella
- Soort Bavayia robusta
- Soort Bavayia sauvagii
- Soort Bavayia septuiclavis
- Soort Correlophus belepensis
- Soort Correlophus ciliatus
- Soort Correlophus sarasinorum
- Soort Crenadactylus horni
- Soort Crenadactylus naso
- Soort Crenadactylus occidentalis
- Soort Crenadactylus ocellatus
- Soort Crenadactylus pilbarensis
- Soort Crenadactylus rostralis
- Soort Crenadactylus tuberculatus
- Soort Dactylocnemis pacificus
- Soort Dierogekko baaba
- Soort Dierogekko inexpectatus
- Soort Dierogekko insularis
- Soort Dierogekko kaalaensis
- Soort Dierogekko koniambo
- Soort Dierogekko nehoueensis
- Soort Dierogekko poumensis
- Soort Dierogekko thomaswhitei
- Soort Dierogekko validiclavis
- Soort Diplodactylus ameyi
- Soort Diplodactylus barraganae
- Soort Diplodactylus bilybara
- Soort Diplodactylus calcicolus
- Soort Diplodactylus capensis
- Soort Diplodactylus conspicillatus
- Soort Diplodactylus custos
- Soort Diplodactylus fulleri
- Soort Diplodactylus furcosus
- Soort Diplodactylus galaxias
- Soort Diplodactylus galeatus
- Soort Diplodactylus granariensis
- Soort Diplodactylus hillii
- Soort Diplodactylus kenneallyi
- Soort Diplodactylus klugei
- Soort Diplodactylus laevis
- Soort Diplodactylus lateroides
- Soort Diplodactylus mitchelli
- Soort Diplodactylus nebulosus
- Soort Diplodactylus ornatus
- Soort Diplodactylus platyurus
- Soort Diplodactylus polyophthalmus
- Soort Diplodactylus pulcher
- Soort Diplodactylus savagei
- Soort Diplodactylus tessellatus
- Soort Diplodactylus vittatus
- Soort Diplodactylus wiru
- Soort Eurydactylodes agricolae
- Soort Eurydactylodes occidentalis
- Soort Eurydactylodes symmetricus
- Soort Eurydactylodes vieillardi
- Soort Hesperoedura reticulata
- Soort Hoplodactylus delcourti
- Soort Hoplodactylus duvaucelii
- Soort Lucasium alboguttatum
- Soort Lucasium bungabinna
- Soort Lucasium byrnei
- Soort Lucasium damaeum
- Soort Lucasium immaculatum
- Soort Lucasium iris
- Soort Lucasium maini
- Soort Lucasium microplax
- Soort Lucasium occultum
- Soort Lucasium squarrosum
- Soort Lucasium steindachneri
- Soort Lucasium stenodactylum
- Soort Lucasium wombeyi
- Soort Lucasium woodwardi
- Soort Mniarogekko chahoua
- Soort Mniarogekko jalu
- Soort Mokopirirakau cryptozoicus
- Soort Mokopirirakau galaxias
- Soort Mokopirirakau granulatus
- Soort Mokopirirakau kahutarae
- Soort Mokopirirakau nebulosus
- Soort Naultinus elegans
- Soort Naultinus flavirictus
- Soort Naultinus gemmeus
- Soort Naultinus grayii
- Soort Naultinus manukanus
- Soort Naultinus punctatus
- Soort Naultinus rudis
- Soort Naultinus stellatus
- Soort Naultinus tuberculatus
- Soort Nebulifera robusta
- Soort Oedodera marmorata
- Soort Oedura argentea
- Soort Oedura bella
- Soort Oedura castelnaui
- Soort Oedura cincta
- Soort Oedura coggeri
- Soort Oedura elegans
- Soort Oedura filicipoda
- Soort Oedura fimbria
- Soort Oedura gemmata
- Soort Oedura gracilis
- Soort Oedura jowalbinna
- Soort Oedura lineata
- Soort Oedura luritja
- Soort Oedura marmorata
- Soort Oedura monilis
- Soort Oedura murrumanu
- Soort Oedura nesos
- Soort Oedura picta
- Soort Oedura tryoni
- Soort Paniegekko madjo
- Soort Pseudothecadactylus australis
- Soort Pseudothecadactylus cavaticus
- Soort Pseudothecadactylus lindneri
- Soort Rhacodactylus auriculatus
- Soort Rhacodactylus leachianus
- Soort Rhacodactylus trachycephalus
- Soort Rhacodactylus trachyrhynchus
- Soort Rhynchoedura angusta
- Soort Rhynchoedura eyrensis
- Soort Rhynchoedura mentalis
- Soort Rhynchoedura ormsbyi
- Soort Rhynchoedura ornata
- Soort Rhynchoedura sexapora
- Soort Strophurus assimilis
- Soort Strophurus ciliaris
- Soort Strophurus congoo
- Soort Strophurus elderi
- Soort Strophurus horneri
- Soort Strophurus intermedius
- Soort Strophurus jeanae
- Soort Strophurus krisalys
- Soort Strophurus mcmillani
- Soort Strophurus michaelseni
- Soort Strophurus rankini
- Soort Strophurus robinsoni
- Soort Strophurus spinigerus
- Soort Strophurus strophurus
- Soort Strophurus taeniatus
- Soort Strophurus taenicauda
- Soort Strophurus trux
- Soort Strophurus wellingtonae
- Soort Strophurus williamsi
- Soort Strophurus wilsoni
- Soort Toropuku inexpectatus
- Soort Toropuku stephensi
- Soort Tukutuku rakiurae
- Soort Woodworthia brunnea
- Soort Woodworthia chrysosiretica
- Soort Woodworthia maculata